# Estadio Olímpico de Chamonix
El Estadio Olímpico de Chamonix (en francés, Stade Olympique de Chamonix) es un recinto deportivo utilizado hoy en día para las pruebas hípicas y que se sitúa en la ciudad de Chamonix (Alta Saboya, Francia).
Actualmente tiene una capacidad para 45.000 personas y, durante los Juegos Olímpicos de Chamonix 1924, fue el escenario de las ceremonias de apertura y de clausura, así como de las competiciones de curling, hockey sobre hielo, patinaje artístico, patinaje de velocidad y patrulla militar.
Desde entonces, en el estadio se desarrollan varios deportes, además de contar una pista de atletismo.